# Nesoenas cicur
La tórtola de Mauricio (Nesoenas cicur) es una especie extinta de aves del género Nesoenas que era endémica de Mauricio. 
El holotipo corresponde a un tarso-metatarso derecho recolectado en 2008 en el sudeste de la isla de Mauricio.